# Fontenoy-la-Joûte
Fontenoy-la-Joûte är en kommun i departementet Meurthe-et-Moselle i regionen Grand Est (tidigare regionen Lorraine) i nordöstra Frankrike. Kommunen ligger i kantonen Baccarat som tillhör arrondissementet Lunéville. År 2022 hade Fontenoy-la-Joûte 311 invånare.

## Befolkningsutveckling
Antalet invånare i kommunen Fontenoy-la-Joûte
| Referens: INSEE |